# Carlos Soler
Carlos Soler Barragán (Valencia, 2 gennaio 1997) è un calciatore spagnolo, centrocampista del Paris Saint-Germain.

## Biografia
Nella vita privata studia giornalismo presso l'Università di Valencia.

## Caratteristiche tecniche
Nasce come punta centrale, nelle giovanili del Valencia. Passato in prima squadra, il suo raggio d’azione viene arretrato principalmente sulla linea mediana, in modo da sfruttare l'abilità nella costruzione del gioco, grazie alle notevoli doti tecniche
Nella stagione 2017-2018, con l'avvento di Marcelino Garcia Toral sulla panchina del Valencia, Soler cambia ancora posizione, venendo impiegato come ala sinistra e collezionando diversi assist sin dalle prime partite.

## Carriera

### Club

#### Valencia e Paris Saint-Germain
Cresciuto nei settori giovanili del Valencia, esordisce con la squadra riserve il 3 maggio 2015 nell'incontro di Segunda División B perso 1-0 contro il Cornellà. Per la stagione 2016-2017 viene aggregato alla prima squadra ed esordisce nella Liga il 10 dicembre subentrando a Mario Suárez nella partita persa per 3-2 contro la Real Sociedad. Segna la sua prima rete il 21 gennaio seguente, nel match casalingo vinto 2-0 contro il Villarreal.
Il 1º settembre 2022 passa per circa 18 milioni di euro al Paris Saint-Germain, club con il quale sottoscrive un contratto quinquennale.
Il 30 agosto 2024 viene ceduto in prestito al West Ham Utd.

### Nazionale
Ai Giochi Olimpici di Tokyo 2020, svoltisi tra la fine di luglio e l'inizio di agosto 2021, é impiegato in tutte e sei le partite per un totale di 260 minuti, Nella finale del 7 agosto contro il Brasile, entra all'inizio del secondo tempo al posto di Mikel Merino.
Nell'agosto 2021 riceve la sua prima convocazione in nazionale maggiore. Il 2 settembre dello stesso anno fa il suo esordio con la roja nella sfida persa per 2-1 contro la Svezia, partita in cui realizza il gol degli iberici. La partita successiva la gioca contro la Georgia segnando una rete, battendo gli avversari per 4-0.
Gioca nel Mondiale 2022, segna un gol nella vittoria per 7-0 contro la Costa Rica, poi agli ottavi di finale la Spagna affronta il Marocco perdendo ai rigori per 3-0 e venendo eliminati, Soler calcia dal dischetto ma il portiere avversario Yassine Bounou para il suo tiro.

## Statistiche

### Presenze e reti nei club
Statistiche aggiornate al 19 maggio 2024.
| Stagione                   | Squadra                    | Campionato                 | Campionato | Campionato | Coppe nazionali | Coppe nazionali | Coppe nazionali | Coppe continentali | Coppe continentali | Coppe continentali | Altre coppe | Altre coppe | Altre coppe | Totale | Totale | Totale |
| Stagione                   | Squadra                    | Comp                       | Pres       | Reti       | Comp            | Pres            | Reti            | Comp               | Pres               | Reti               | Comp        | Pres        | Reti        | Pres   | Reti   |        |
| -------------------------- | -------------------------- | -------------------------- | ---------- | ---------- | --------------- | --------------- | --------------- | ------------------ | ------------------ | ------------------ | ----------- | ----------- | ----------- | ------ | ------ | ------ |
| mag. 2015                  | Valencia Mestalla          | SDB                        | 2          | 0          | CR              | -               | -               | -                  | -                  | -                  | -           | -           | -           | 2      | 0      |        |
| 2015-2016                  | Valencia Mestalla          | SDB                        | 28         | 2          | CR              | -               | -               | -                  | -                  | -                  | -           | -           | -           | 28     | 2      |        |
| set.-dic. 2016             | Valencia Mestalla          | SDB                        | 9          | 1          | CR              | -               | -               | -                  | -                  | -                  | -           | -           | -           | 9      | 1      |        |
| Totale Valencia Mestalla   | Totale Valencia Mestalla   | Totale Valencia Mestalla   | 39         | 3          |                 | -               | -               |                    | -                  | -                  |             | -           | -           | 39     | 3      |        |
| 2016-2017                  | Valencia                   | PD                         | 23         | 3          | CR              | 3               | 0               | -                  | -                  | -                  | -           | -           | -           | 26     | 3      |        |
| 2017-2018                  | Valencia                   | PD                         | 33         | 1          | CR              | 4               | 0               | -                  | -                  | -                  | -           | -           | -           | 37     | 1      |        |
| 2018-2019                  | Valencia                   | PD                         | 31         | 2          | CR              | 7               | 0               | UCL+UEL            | 6+7                | 2+0                | -           | -           | -           | 53     | 4      |        |
| 2019-2020                  | Valencia                   | PD                         | 28         | 2          | CR              | 3               | 0               | UCL                | 5                  | 1                  | SS          | 1           | 0           | 37     | 3      |        |
| 2020-2021                  | Valencia                   | PD                         | 32         | 11         | CR              | 2               | 1               | -                  | -                  | -                  | -           | -           | -           | 34     | 12     |        |
| 2021-2022                  | Valencia                   | PD                         | 32         | 11         | CR              | 5               | 1               | -                  | -                  | -                  | -           | -           | -           | 37     | 12     |        |
| ago. 2022                  | Valencia                   | PD                         | 3          | 1          | CR              | -               | -               | -                  | -                  | -                  | -           | -           | -           | 3      | 1      |        |
| Totale Valencia            | Totale Valencia            | Totale Valencia            | 182        | 31         |                 | 24              | 2               |                    | 18                 | 3                  |             | 1           | 0           | 225    | 36     |        |
| ago. 2022-2023             | Paris Saint-Germain        | L1                         | 26         | 3          | CF              | 3               | 2               | UCL                | 6                  | 1                  | SF          | -           | -           | 35     | 6      |        |
| 2023-2024                  | Paris Saint-Germain        | L1                         | 24         | 2          | CF              | 2               | 0               | UCL                | 2                  | 0                  | SF          | 0           | 0           | 28     | 2      |        |
| Totale Paris Saint-Germain | Totale Paris Saint-Germain | Totale Paris Saint-Germain | 50         | 5          |                 | 5               | 2               |                    | 8                  | 1                  |             | -           | -           | 63     | 8      |        |
| Totale carriera            | Totale carriera            | Totale carriera            | 271        | 39         |                 | 29              | 4               |                    | 26                 | 4                  |             | 1           | 0           | 327    | 47     |        |

### Cronologia presenze e reti in nazionale
| Cronologia completa delle presenze e delle reti in nazionale ― Spagna | Cronologia completa delle presenze e delle reti in nazionale ― Spagna | Cronologia completa delle presenze e delle reti in nazionale ― Spagna | Cronologia completa delle presenze e delle reti in nazionale ― Spagna | Cronologia completa delle presenze e delle reti in nazionale ― Spagna | Cronologia completa delle presenze e delle reti in nazionale ― Spagna | Cronologia completa delle presenze e delle reti in nazionale ― Spagna | Cronologia completa delle presenze e delle reti in nazionale ― Spagna |
| Data                                                                  | Città                                                                 | In casa                                                               | Risultato                                                             | Ospiti                                                                | Competizione                                                          | Reti                                                                  | Note                                                                  |
| --------------------------------------------------------------------- | --------------------------------------------------------------------- | --------------------------------------------------------------------- | --------------------------------------------------------------------- | --------------------------------------------------------------------- | --------------------------------------------------------------------- | --------------------------------------------------------------------- | --------------------------------------------------------------------- |
| 2-9-2021                                                              | Solna                                                                 | Svezia                                                                | 2 – 1                                                                 | Spagna                                                                | Qual. Mondiali 2022                                                   | 1                                                                     | 85’                                                                   |
| 5-9-2021                                                              | Badajoz                                                               | Spagna                                                                | 4 – 0                                                                 | Georgia                                                               | Qual. Mondiali 2022                                                   | 1                                                                     |                                                                       |
| 8-9-2021                                                              | Pristina                                                              | Kosovo                                                                | 0 – 2                                                                 | Spagna                                                                | Qual. Mondiali 2022                                                   | -                                                                     | 58’                                                                   |
| 14-11-2021                                                            | Siviglia                                                              | Spagna                                                                | 1 – 0                                                                 | Svezia                                                                | Qual. Mondiali 2022                                                   | -                                                                     | 73’                                                                   |
| 26-3-2022                                                             | Cornellà de Llobregat                                                 | Spagna                                                                | 2 – 1                                                                 | Albania                                                               | Amichevole                                                            | -                                                                     | 63’                                                                   |
| 29-3-2022                                                             | La Coruña                                                             | Spagna                                                                | 5 – 0                                                                 | Islanda                                                               | Amichevole                                                            | -                                                                     | 69’                                                                   |
| 2-6-2022                                                              | Siviglia                                                              | Spagna                                                                | 1 – 1                                                                 | Portogallo                                                            | UEFA Nations League 2022-2023 - 1º turno                              | -                                                                     | 62’                                                                   |
| 9-6-2022                                                              | Lancy                                                                 | Svizzera                                                              | 0 – 1                                                                 | Spagna                                                                | UEFA Nations League 2022-2023 - 1º turno                              | -                                                                     | 80’                                                                   |
| 12-6-2022                                                             | Malaga                                                                | Spagna                                                                | 2 – 0                                                                 | Rep. Ceca                                                             | UEFA Nations League 2022-2023 - 1º turno                              | 1                                                                     | 59’                                                                   |
| 24-9-2022                                                             | Saragozza                                                             | Spagna                                                                | 1 – 2                                                                 | Svizzera                                                              | UEFA Nations League 2022-2023 - 1º turno                              | -                                                                     | 87’                                                                   |
| 27-9-2022                                                             | Braga                                                                 | Portogallo                                                            | 0 – 1                                                                 | Spagna                                                                | UEFA Nations League 2022-2023 - 1º turno                              | -                                                                     | 62’                                                                   |
| 17-11-2022                                                            | Amman                                                                 | Giordania                                                             | 1 – 3                                                                 | Spagna                                                                | Amichevole                                                            | -                                                                     |                                                                       |
| 23-11-2022                                                            | Doha                                                                  | Spagna                                                                | 7 – 0                                                                 | Costa Rica                                                            | Mondiali 2022 - 1º turno                                              | 1                                                                     | 57’                                                                   |
| 6-12-2022                                                             | Al Rayyan                                                             | Marocco                                                               | 0 – 0 dts (3 – 0 dtr)                                                 | Spagna                                                                | Mondiali 2022 - Ottavi di finale                                      | -                                                                     | 63’                                                                   |
| Totale                                                                |                                                                       | Presenze                                                              | 14                                                                    |                                                                       | Reti                                                                  | 4                                                                     |                                                                       |

| Cronologia completa delle presenze e delle reti in nazionale ― Spagna under 21 | Cronologia completa delle presenze e delle reti in nazionale ― Spagna under 21 | Cronologia completa delle presenze e delle reti in nazionale ― Spagna under 21 | Cronologia completa delle presenze e delle reti in nazionale ― Spagna under 21 | Cronologia completa delle presenze e delle reti in nazionale ― Spagna under 21 | Cronologia completa delle presenze e delle reti in nazionale ― Spagna under 21 | Cronologia completa delle presenze e delle reti in nazionale ― Spagna under 21 | Cronologia completa delle presenze e delle reti in nazionale ― Spagna under 21 |
| Data                                                                           | Città                                                                          | In casa                                                                        | Risultato                                                                      | Ospiti                                                                         | Competizione                                                                   | Reti                                                                           | Note                                                                           |
| ------------------------------------------------------------------------------ | ------------------------------------------------------------------------------ | ------------------------------------------------------------------------------ | ------------------------------------------------------------------------------ | ------------------------------------------------------------------------------ | ------------------------------------------------------------------------------ | ------------------------------------------------------------------------------ | ------------------------------------------------------------------------------ |
| 23-6-2017                                                                      | Bydgoszcz                                                                      | Serbia under 21                                                                | 0 – 1                                                                          | Spagna under 21                                                                | Europeo Under-21 2017 - 1º turno                                               | -                                                                              |                                                                                |
| 1-9-2017                                                                       | Toledo                                                                         | Spagna under 21                                                                | 3 – 0                                                                          | Italia under 21                                                                | Amichevole                                                                     | -                                                                              | 46’                                                                            |
| 5-9-2017                                                                       | Tallinn                                                                        | Estonia under 21                                                               | 0 – 1                                                                          | Spagna under 21                                                                | Qual. Europeo Under-21 2019                                                    | 1                                                                              |                                                                                |
| 10-10-2017                                                                     | Poprad                                                                         | Slovacchia under 21                                                            | 1 – 4                                                                          | Spagna under 21                                                                | Qual. Europeo Under-21 2019                                                    | -                                                                              |                                                                                |
| 9-11-2017                                                                      | Murcia                                                                         | Spagna under 21                                                                | 1 – 0                                                                          | Islanda under 21                                                               | Qual. Europeo Under-21 2019                                                    | -                                                                              |                                                                                |
| 14-11-2017                                                                     | Cartagena                                                                      | Spagna under 21                                                                | 5 – 1                                                                          | Slovacchia under 21                                                            | Qual. Europeo Under-21 2019                                                    | -                                                                              |                                                                                |
| 22-3-2018                                                                      | Portadown                                                                      | Irlanda del Nord under 21                                                      | 3 – 5                                                                          | Spagna under 21                                                                | Qual. Europeo Under-21 2019                                                    | -                                                                              | 86’                                                                            |
| 27-3-2018                                                                      | Ponferrada                                                                     | Spagna under 21                                                                | 3 – 1                                                                          | Estonia under 21                                                               | Qual. Europeo Under-21 2019                                                    | -                                                                              | 87’                                                                            |
| 6-9-2018                                                                       | Cordova                                                                        | Spagna under 21                                                                | 3 – 0                                                                          | Albania under 21                                                               | Qual. Europeo Under-21 2019                                                    | -                                                                              | 80’                                                                            |
| 11-9-2018                                                                      | Albacete                                                                       | Spagna under 21                                                                | 1 – 2                                                                          | Irlanda del Nord under 21                                                      | Qual. Europeo Under-21 2019                                                    | -                                                                              | 77’                                                                            |
| 11-10-2018                                                                     | Tirana                                                                         | Albania under 21                                                               | 0 – 1                                                                          | Spagna under 21                                                                | Qual. Europeo Under-21 2019                                                    | -                                                                              |                                                                                |
| 16-10-2018                                                                     | Reykjavík                                                                      | Islanda under 21                                                               | 2 – 7                                                                          | Spagna under 21                                                                | Qual. Europeo Under-21 2019                                                    | 1                                                                              |                                                                                |
| 14-11-2018                                                                     | Logroño                                                                        | Spagna under 21                                                                | 4 – 1                                                                          | Danimarca under 21                                                             | Amichevole                                                                     | -                                                                              | 72’                                                                            |
| 19-11-2018                                                                     | Caen                                                                           | Francia under 21                                                               | 1 – 1                                                                          | Spagna under 21                                                                | Amichevole                                                                     | -                                                                              | 89’                                                                            |
| Totale                                                                         |                                                                                | Presenze                                                                       | 14                                                                             |                                                                                | Reti                                                                           | 2                                                                              |                                                                                |

## Palmarès

### Club
- Coppa di Spagna: 1

Valencia: 2018-2019
- Campionato francese: 2

Paris Saint-Germain: 2022-2023, 2023-2024
- Supercoppa francese: 1

Paris Saint-Germain: 2023
- Coppa di Francia: 1

Paris Saint-Germain: 2023-2024

### Nazionale
- Campionato d'Europa Under-21: 1

2019
- Argento olimpico: 1

Tokyo 2020